# Leichtathletik-Weltmeisterschaften 1991/Stabhochsprung der Männer

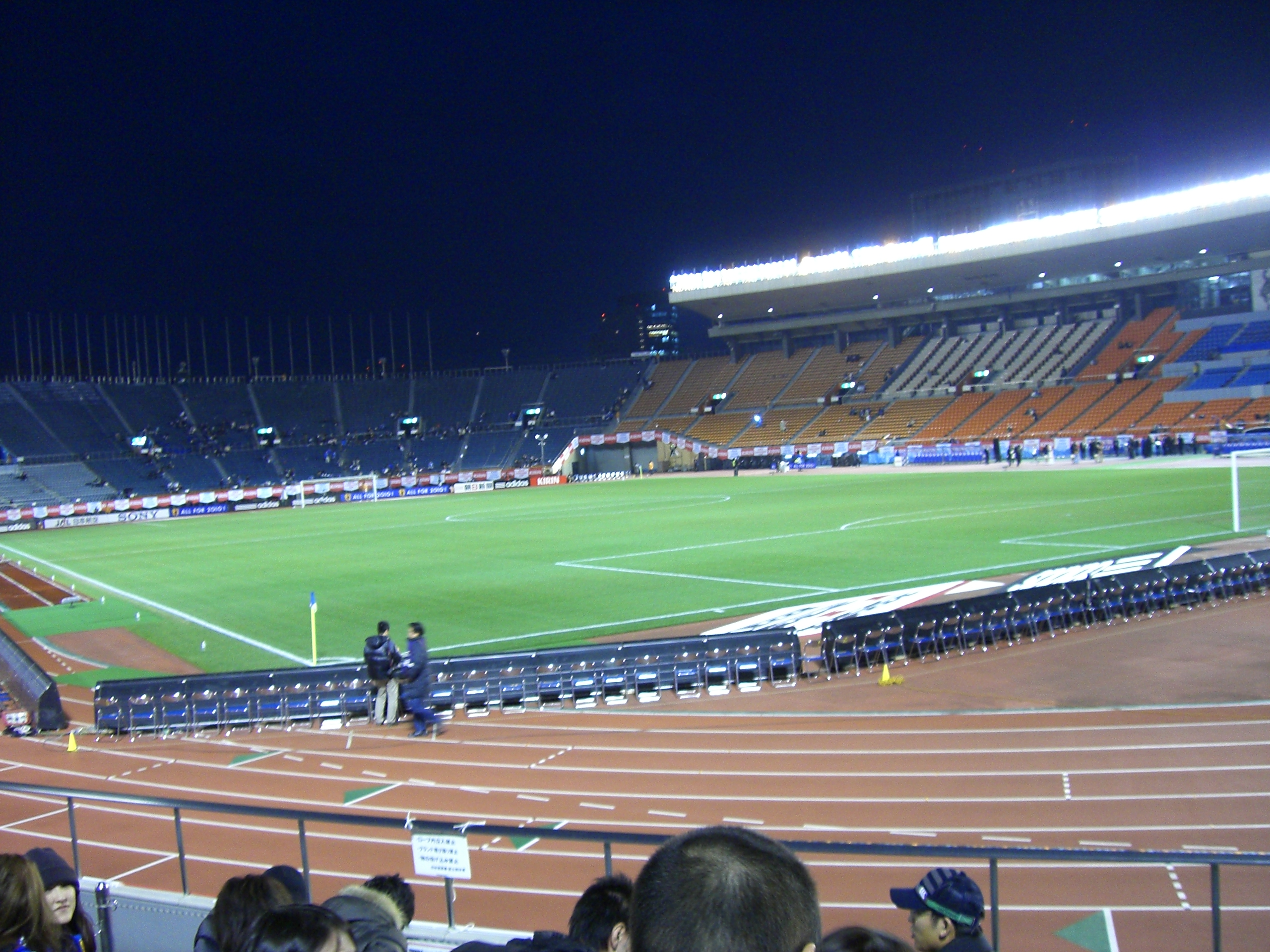
Das Olympiastadion in Tokio im Jahr 2008

Der Stabhochsprung der Männer bei den Leichtathletik-Weltmeisterschaften 1991 wurde am 27. und 29. August 1991 im Olympiastadion der japanischen Hauptstadt Tokio ausgetragen.
In diesem Wettbewerb errangen die Stabhochspringer aus der Sowjetunion mit Gold und Bronze zwei Medaillen. Weltmeister wurde der Olympiasieger von 1988, Europameister von 1986 und Weltrekordinhaber Serhij Bubka, der seinen dritten WM-Titel in Folge errang. Silber ging an den Ungarn István Bagyula. Den Bronzeplatz belegte Maxim Tarassow.

## Rekorde

### Bestehende Rekorde
| Weltrekord               | 6,10 m | Serhij Bubka | Malmö, Schweden         | 5. August 1991    |
| Weltmeisterschaftsrekord | 5,85 m | Serhij Bubka | WM 1987 in Rom, Italien | 5. September 1987 |

### Rekordverbesserung
Der sowjetische Weltmeister Serhij Bubka verbesserte seinen eigenen WM-Rekord im Finale am 29. August um zehn Zentimeter auf 5,95 m.

## Legende
Kurze Übersicht zur Bedeutung der Symbolik – so üblicherweise auch in sonstigen Veröffentlichungen verwendet:
| – | verzichtet   |
| o | übersprungen |
| x | ungültig     |

## Qualifikation
27. August 1991, 16:40 Uhr
31 Teilnehmer traten in zwei Gruppen zur Qualifikationsrunde an. Die Qualifikationshöhe für den direkten Finaleinzug betrug 5,60 m. Niemand musste diese Höhe angehen. Nachdem dreizehn Sportler 5,50 m überquert hatten (hellgrün unterlegt), wurde die Qualifikation abgebrochen, weil der Aufwand überzogen gewesen wäre, mit dreizehn Stabhochspringern weiterzumachen, nur um einen weiteren von ihnen zu eliminieren.

### Gruppe A
| Platz | Name             | Nation         | Resultat (m) | 4,90 m                                  | 5,00 m                                  | 5,10 m                                  | 5,20 m                                  | 5,30 m                                  | 5,40 m                                  | 5,45 m                                  | 5,50 m                                  |
| 1     | Serhij Bubka     | Sowjetunion    | 5,50         | –                                       | –                                       | –                                       | –                                       | –                                       | –                                       | –                                       | o                                       |
| 1     | Maxim Tarassow   | Sowjetunion    | 5,50         | –                                       | –                                       | –                                       | –                                       | –                                       | –                                       | –                                       | o                                       |
| 1     | Peter Widén      | Schweden       | 5,50         | Ablauf in den Quellen nicht aufgelistet | Ablauf in den Quellen nicht aufgelistet | Ablauf in den Quellen nicht aufgelistet | Ablauf in den Quellen nicht aufgelistet | Ablauf in den Quellen nicht aufgelistet | Ablauf in den Quellen nicht aufgelistet | Ablauf in den Quellen nicht aufgelistet | o                                       |
| 4     | Thierry Vigneron | Frankreich     | 5,50         | –                                       | –                                       | –                                       | –                                       | o                                       | –                                       | –                                       | xo                                      |
| 4     | Galin Nikow      | Bulgarien      | 5,50         | Ablauf in den Quellen nicht aufgelistet | Ablauf in den Quellen nicht aufgelistet | Ablauf in den Quellen nicht aufgelistet | Ablauf in den Quellen nicht aufgelistet | Ablauf in den Quellen nicht aufgelistet | Ablauf in den Quellen nicht aufgelistet | Ablauf in den Quellen nicht aufgelistet | xo                                      |
| 6     | Tim Bright       | USA            | 5,50         | –                                       | –                                       | –                                       | –                                       | –                                       | xo                                      | –                                       | xo                                      |
| 6     | Jean Galfione    | Frankreich     | 5,50         | –                                       | –                                       | –                                       | –                                       | xo                                      | –                                       | –                                       | xo                                      |
| 8     | Mike Edwards     | Großbritannien | 5,40         | –                                       | –                                       | –                                       | o                                       | o                                       | o                                       | –                                       | xxx                                     |
| 9     | Mirosław Chmara  | Polen          | 5,40         | Ablauf in den Quellen nicht aufgelistet | Ablauf in den Quellen nicht aufgelistet | Ablauf in den Quellen nicht aufgelistet | Ablauf in den Quellen nicht aufgelistet | Ablauf in den Quellen nicht aufgelistet | Ablauf in den Quellen nicht aufgelistet | Ablauf in den Quellen nicht aufgelistet | Ablauf in den Quellen nicht aufgelistet |
| 10    | Simon Arkell     | Australien     | 5,40         | Ablauf in den Quellen nicht aufgelistet | Ablauf in den Quellen nicht aufgelistet | Ablauf in den Quellen nicht aufgelistet | Ablauf in den Quellen nicht aufgelistet | Ablauf in den Quellen nicht aufgelistet | Ablauf in den Quellen nicht aufgelistet | Ablauf in den Quellen nicht aufgelistet | Ablauf in den Quellen nicht aufgelistet |
| 11    | Nikolaj Nikolow  | Bulgarien      | 5,30         | Ablauf in den Quellen nicht aufgelistet | Ablauf in den Quellen nicht aufgelistet | Ablauf in den Quellen nicht aufgelistet | Ablauf in den Quellen nicht aufgelistet | Ablauf in den Quellen nicht aufgelistet | Ablauf in den Quellen nicht aufgelistet | Ablauf in den Quellen nicht aufgelistet | Ablauf in den Quellen nicht aufgelistet |
| 12    | Kim Chul-Kyun    | Südkorea       | 5,30         | Ablauf in den Quellen nicht aufgelistet | Ablauf in den Quellen nicht aufgelistet | Ablauf in den Quellen nicht aufgelistet | Ablauf in den Quellen nicht aufgelistet | Ablauf in den Quellen nicht aufgelistet | Ablauf in den Quellen nicht aufgelistet | Ablauf in den Quellen nicht aufgelistet | Ablauf in den Quellen nicht aufgelistet |
| 13    | Sazan Fisheku    | Albanien       | 5,30         | Ablauf in den Quellen nicht aufgelistet | Ablauf in den Quellen nicht aufgelistet | Ablauf in den Quellen nicht aufgelistet | Ablauf in den Quellen nicht aufgelistet | Ablauf in den Quellen nicht aufgelistet | Ablauf in den Quellen nicht aufgelistet | Ablauf in den Quellen nicht aufgelistet | Ablauf in den Quellen nicht aufgelistet |
| 14    | Alberto Ruiz     | Spanien        | 5,20         | Ablauf in den Quellen nicht aufgelistet | Ablauf in den Quellen nicht aufgelistet | Ablauf in den Quellen nicht aufgelistet | Ablauf in den Quellen nicht aufgelistet | Ablauf in den Quellen nicht aufgelistet | Ablauf in den Quellen nicht aufgelistet | Ablauf in den Quellen nicht aufgelistet | Ablauf in den Quellen nicht aufgelistet |
| NM    | Petri Peltoniemi | Finnland       | ogV          | Ablauf in den Quellen nicht aufgelistet | Ablauf in den Quellen nicht aufgelistet | Ablauf in den Quellen nicht aufgelistet | Ablauf in den Quellen nicht aufgelistet | Ablauf in den Quellen nicht aufgelistet | Ablauf in den Quellen nicht aufgelistet | Ablauf in den Quellen nicht aufgelistet | Ablauf in den Quellen nicht aufgelistet |

### Gruppe B
| Platz | Name              | Nation           | Resultat (m) | 4,90 m                                  | 5,00 m                                  | 5,10 m                                  | 5,20 m                                  | 5,30 m                                  | 5,40 m                                  | 5,45 m                                  | 5,50 m                                  |
| 1     | Rodion Gataullin  | Sowjetunion      | 5,50         | –                                       | –                                       | –                                       | –                                       | –                                       | –                                       | –                                       | o                                       |
| 2     | Bernhard Zintl    | Deutschland      | 5,50         | –                                       | –                                       | –                                       | –                                       | o                                       | –                                       | x–                                      | o                                       |
| 3     | István Bagyula    | Ungarn           | 5,50         | –                                       | –                                       | –                                       | –                                       | xo                                      | xo                                      | –                                       | o                                       |
| 4     | Philippe Collet   | Frankreich       | 5,50         | –                                       | –                                       | –                                       | –                                       | –                                       | xxo                                     | –                                       | o                                       |
| 5     | Hermann Fehringer | Österreich       | 5,50         | Ablauf in den Quellen nicht aufgelistet | Ablauf in den Quellen nicht aufgelistet | Ablauf in den Quellen nicht aufgelistet | Ablauf in den Quellen nicht aufgelistet | Ablauf in den Quellen nicht aufgelistet | Ablauf in den Quellen nicht aufgelistet | Ablauf in den Quellen nicht aufgelistet | xxo                                     |
| 5     | Doug Wood         | Kanada           | 5,50         | Ablauf in den Quellen nicht aufgelistet | Ablauf in den Quellen nicht aufgelistet | Ablauf in den Quellen nicht aufgelistet | Ablauf in den Quellen nicht aufgelistet | Ablauf in den Quellen nicht aufgelistet | Ablauf in den Quellen nicht aufgelistet | Ablauf in den Quellen nicht aufgelistet | xxo                                     |
| 7     | Hideyuki Takei    | Japan            | 5,45         | Ablauf in den Quellen nicht aufgelistet | Ablauf in den Quellen nicht aufgelistet | Ablauf in den Quellen nicht aufgelistet | Ablauf in den Quellen nicht aufgelistet | Ablauf in den Quellen nicht aufgelistet | Ablauf in den Quellen nicht aufgelistet | Ablauf in den Quellen nicht aufgelistet | Ablauf in den Quellen nicht aufgelistet |
| 8     | Joe Dial          | USA              | 5,40         | Ablauf in den Quellen nicht aufgelistet | Ablauf in den Quellen nicht aufgelistet | Ablauf in den Quellen nicht aufgelistet | Ablauf in den Quellen nicht aufgelistet | Ablauf in den Quellen nicht aufgelistet | Ablauf in den Quellen nicht aufgelistet | Ablauf in den Quellen nicht aufgelistet | Ablauf in den Quellen nicht aufgelistet |
| 8     | Jani Lehtonen     | Finnland         | 5,40         | Ablauf in den Quellen nicht aufgelistet | Ablauf in den Quellen nicht aufgelistet | Ablauf in den Quellen nicht aufgelistet | Ablauf in den Quellen nicht aufgelistet | Ablauf in den Quellen nicht aufgelistet | Ablauf in den Quellen nicht aufgelistet | Ablauf in den Quellen nicht aufgelistet | Ablauf in den Quellen nicht aufgelistet |
| 10    | Paul Gibbons      | Neuseeland       | 5,40         | Ablauf in den Quellen nicht aufgelistet | Ablauf in den Quellen nicht aufgelistet | Ablauf in den Quellen nicht aufgelistet | Ablauf in den Quellen nicht aufgelistet | Ablauf in den Quellen nicht aufgelistet | Ablauf in den Quellen nicht aufgelistet | Ablauf in den Quellen nicht aufgelistet | Ablauf in den Quellen nicht aufgelistet |
| 11    | Zdeněk Lubensky   | Tschechoslowakei | 5,40         | –                                       | –                                       | –                                       | o                                       | –                                       | xo                                      | xxx                                     |                                         |
| 12    | Kelly Riley       | USA              | 5,30         | Ablauf in den Quellen nicht aufgelistet | Ablauf in den Quellen nicht aufgelistet | Ablauf in den Quellen nicht aufgelistet | Ablauf in den Quellen nicht aufgelistet | Ablauf in den Quellen nicht aufgelistet | Ablauf in den Quellen nicht aufgelistet | Ablauf in den Quellen nicht aufgelistet | Ablauf in den Quellen nicht aufgelistet |
| 13    | Javier García     | Spanien          | 5,30         | Ablauf in den Quellen nicht aufgelistet | Ablauf in den Quellen nicht aufgelistet | Ablauf in den Quellen nicht aufgelistet | Ablauf in den Quellen nicht aufgelistet | Ablauf in den Quellen nicht aufgelistet | Ablauf in den Quellen nicht aufgelistet | Ablauf in den Quellen nicht aufgelistet | Ablauf in den Quellen nicht aufgelistet |
| 13    | Delko Lessew      | Bulgarien        | 5,30         | Ablauf in den Quellen nicht aufgelistet | Ablauf in den Quellen nicht aufgelistet | Ablauf in den Quellen nicht aufgelistet | Ablauf in den Quellen nicht aufgelistet | Ablauf in den Quellen nicht aufgelistet | Ablauf in den Quellen nicht aufgelistet | Ablauf in den Quellen nicht aufgelistet | Ablauf in den Quellen nicht aufgelistet |
| 15    | Edgar Díaz        | Puerto Rico      | 5,20         | Ablauf in den Quellen nicht aufgelistet | Ablauf in den Quellen nicht aufgelistet | Ablauf in den Quellen nicht aufgelistet | Ablauf in den Quellen nicht aufgelistet | Ablauf in den Quellen nicht aufgelistet | Ablauf in den Quellen nicht aufgelistet | Ablauf in den Quellen nicht aufgelistet | Ablauf in den Quellen nicht aufgelistet |
| 16    | Martin Voss       | Dänemark         | 5,20         | Ablauf in den Quellen nicht aufgelistet | Ablauf in den Quellen nicht aufgelistet | Ablauf in den Quellen nicht aufgelistet | Ablauf in den Quellen nicht aufgelistet | Ablauf in den Quellen nicht aufgelistet | Ablauf in den Quellen nicht aufgelistet | Ablauf in den Quellen nicht aufgelistet | Ablauf in den Quellen nicht aufgelistet |

## Finale
29. August 1991, 16:00 Uhr
| Platz | Name              | Nation      | Resultat (m) | 5,30 m                                  | 5,40 m                                  | 5,50 m                                  | 5,55 m                                  | 5,60 m                                  | 5,65 m                                  | 5,70 m                                  | 5,75 m                                  | 5,80 m                                  | 5,85 m                                  | 5,90 m                                  | 5,95 m                                  |
| 1     | Serhij Bubka      | Sowjetunion | 5,95 CR      | –                                       | –                                       | –                                       | –                                       | –                                       | –                                       | o                                       | –                                       | –                                       | –                                       | x–                                      | xo                                      |
| 2     | István Bagyula    | Ungarn      | 5,90         | –                                       | o                                       | xo                                      | –                                       | o                                       | –                                       | o                                       | –                                       | xo                                      | xo                                      | o                                       | xxx                                     |
| 3     | Maxim Tarassow    | Sowjetunion | 5,85         | –                                       | –                                       | o                                       | –                                       | –                                       | –                                       | o                                       | –                                       | o                                       | o                                       | xxx                                     |                                         |
| 4     | Rodion Gataullin  | Sowjetunion | 5,85         | –                                       | –                                       | –                                       | –                                       | –                                       | –                                       | xo                                      | –                                       | x–                                      | xo                                      | xx–                                     | x                                       |
| 5     | Peter Widén       | Schweden    | 5,75         | –                                       | o                                       | o                                       | –                                       | o                                       | –                                       | xxo                                     | o                                       | xxx                                     |                                         |                                         |                                         |
| 6     | Tim Bright        | USA         | 5,75         | –                                       | –                                       | xxo                                     | –                                       | –                                       | xo                                      | –                                       | xxo                                     | –                                       | xxx                                     |                                         |                                         |
| 7     | Hermann Fehringer | Österreich  | 5,60         | –                                       | o                                       | –                                       | –                                       | o                                       | –                                       | xxx                                     |                                         |                                         |                                         |                                         |                                         |
| 8     | Thierry Vigneron  | Frankreich  | 5,60         | –                                       | xo                                      | –                                       | –                                       | o                                       | –                                       | xxx                                     |                                         |                                         |                                         |                                         |                                         |
| 9     | Bernhard Zintl    | Deutschland | 5,50         | Ablauf in den Quellen nicht aufgelistet | Ablauf in den Quellen nicht aufgelistet | Ablauf in den Quellen nicht aufgelistet | Ablauf in den Quellen nicht aufgelistet | Ablauf in den Quellen nicht aufgelistet | Ablauf in den Quellen nicht aufgelistet | Ablauf in den Quellen nicht aufgelistet | Ablauf in den Quellen nicht aufgelistet | Ablauf in den Quellen nicht aufgelistet | Ablauf in den Quellen nicht aufgelistet | Ablauf in den Quellen nicht aufgelistet | Ablauf in den Quellen nicht aufgelistet |
| 10    | Jean Galfione     | Frankreich  | 5,40         | Ablauf in den Quellen nicht aufgelistet | Ablauf in den Quellen nicht aufgelistet | Ablauf in den Quellen nicht aufgelistet | Ablauf in den Quellen nicht aufgelistet | Ablauf in den Quellen nicht aufgelistet | Ablauf in den Quellen nicht aufgelistet | Ablauf in den Quellen nicht aufgelistet | Ablauf in den Quellen nicht aufgelistet | Ablauf in den Quellen nicht aufgelistet | Ablauf in den Quellen nicht aufgelistet | Ablauf in den Quellen nicht aufgelistet | Ablauf in den Quellen nicht aufgelistet |
| 11    | Doug Wood         | Kanada      | 5,40         | Ablauf in den Quellen nicht aufgelistet | Ablauf in den Quellen nicht aufgelistet | Ablauf in den Quellen nicht aufgelistet | Ablauf in den Quellen nicht aufgelistet | Ablauf in den Quellen nicht aufgelistet | Ablauf in den Quellen nicht aufgelistet | Ablauf in den Quellen nicht aufgelistet | Ablauf in den Quellen nicht aufgelistet | Ablauf in den Quellen nicht aufgelistet | Ablauf in den Quellen nicht aufgelistet | Ablauf in den Quellen nicht aufgelistet | Ablauf in den Quellen nicht aufgelistet |
| 12    | Galin Nikow       | Bulgarien   | 5,30         | Ablauf in den Quellen nicht aufgelistet | Ablauf in den Quellen nicht aufgelistet | Ablauf in den Quellen nicht aufgelistet | Ablauf in den Quellen nicht aufgelistet | Ablauf in den Quellen nicht aufgelistet | Ablauf in den Quellen nicht aufgelistet | Ablauf in den Quellen nicht aufgelistet | Ablauf in den Quellen nicht aufgelistet | Ablauf in den Quellen nicht aufgelistet | Ablauf in den Quellen nicht aufgelistet | Ablauf in den Quellen nicht aufgelistet | Ablauf in den Quellen nicht aufgelistet |
| NM    | Philippe Collet   | Frankreich  | ogV          | Ablauf in den Quellen nicht aufgelistet | Ablauf in den Quellen nicht aufgelistet | Ablauf in den Quellen nicht aufgelistet | Ablauf in den Quellen nicht aufgelistet | Ablauf in den Quellen nicht aufgelistet | Ablauf in den Quellen nicht aufgelistet | Ablauf in den Quellen nicht aufgelistet | Ablauf in den Quellen nicht aufgelistet | Ablauf in den Quellen nicht aufgelistet | Ablauf in den Quellen nicht aufgelistet | Ablauf in den Quellen nicht aufgelistet | Ablauf in den Quellen nicht aufgelistet |

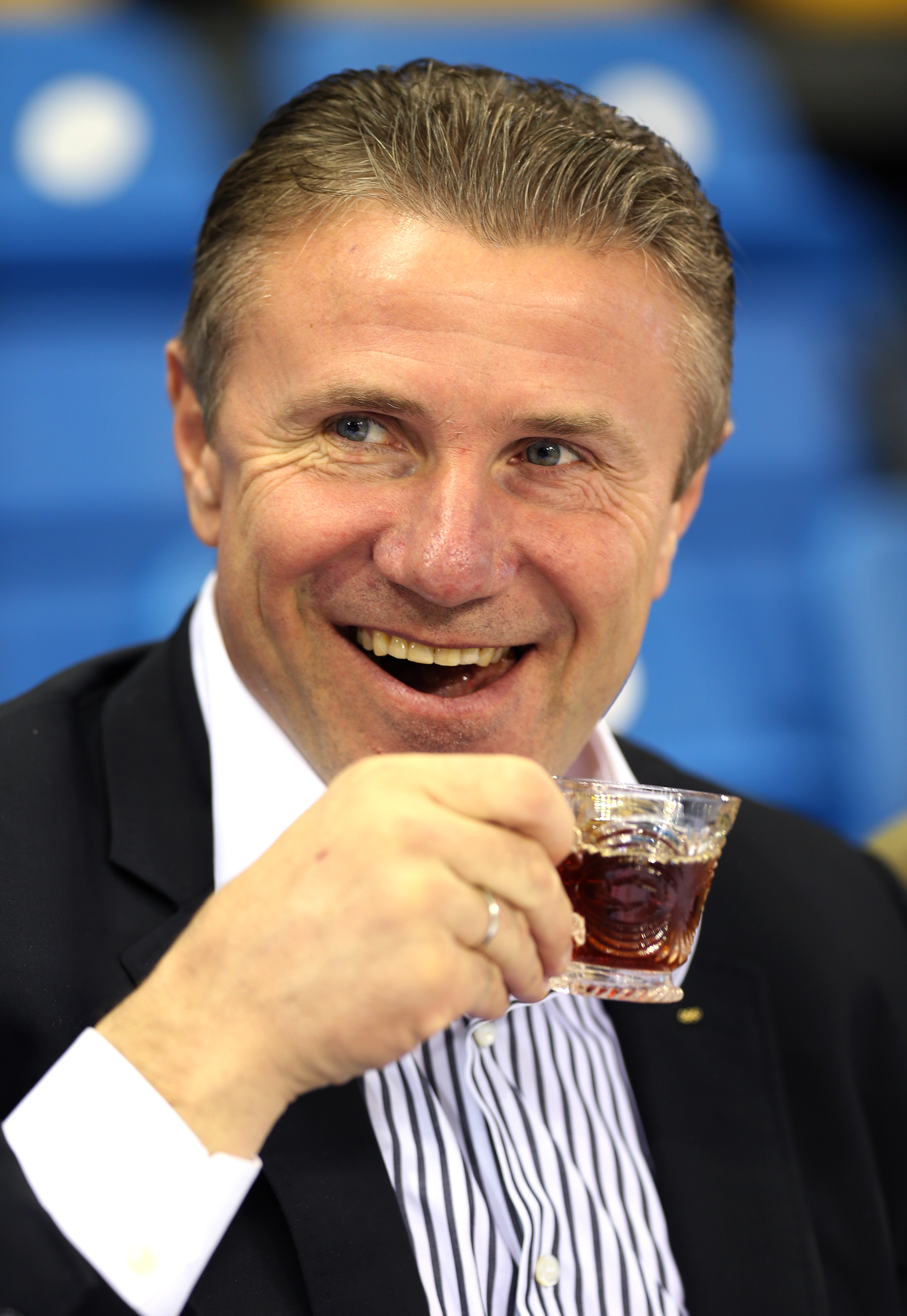
Dritter WM-Titel in Folge für den Olympiasieger von 1988, Europameister von 1986 und Weltrekordinhaber Serhij Bubka (hier im Jahr 2013)
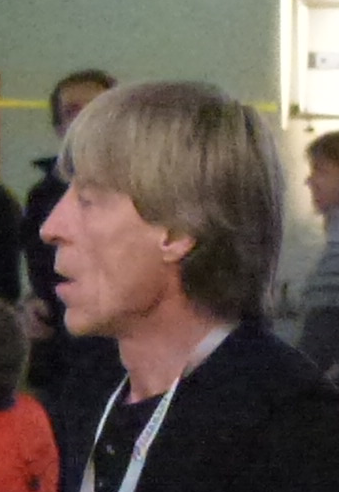
Der Vizeweltmeister von 1987 und Olympiadritte von 1984 Thierry Vigneron (Foto: 2012) kam auf den achten Platz
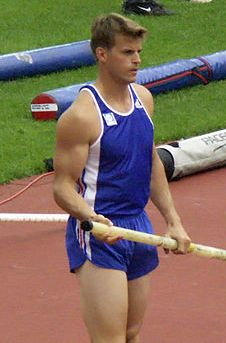
Jean Galfione (hier 2005) erreichte Platz zehn – 1996 wurde er Olympiasieger
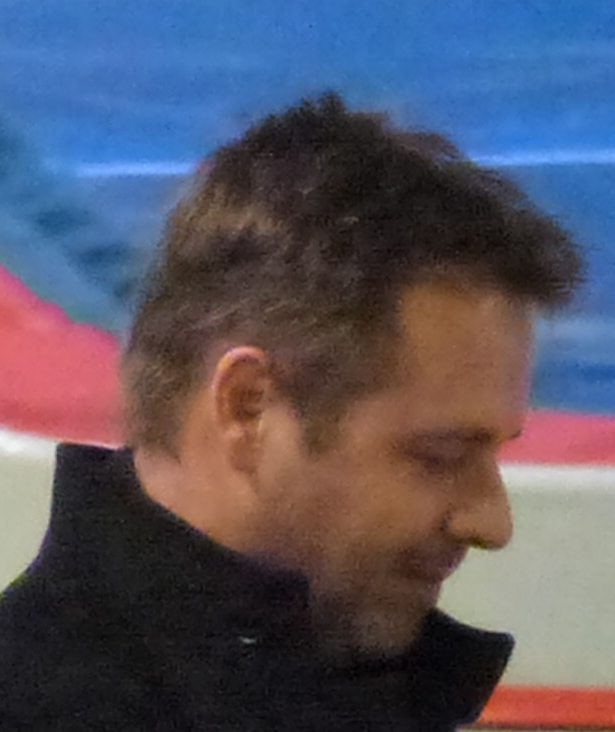
Philippe Collet (Foto: 2012) gelang im Finale kein gültiger Sprung

## Video
- Sergei Bubka 1991 World Champs Tokyo, Video veröffentlicht am 24. August 2010 auf youtube.com, abgerufen am 15. April 2020